# Liste der Monuments historiques in L’Isle-en-Rigault
Die Liste der Monuments historiques in L’Isle-en-Rigault führt die Monuments historiques in der französischen Gemeinde L’Isle-en-Rigault auf.

## Liste der Immobilien
| Bezeichnung                | Beschreibung | Standort                            | Kennzeichnung | Schutzstatus                  | Datum          | Bild           |
| -------------------------- | --- | ----------------------------------- | ------------- | ----------------------------- | -------------- | -------------- |
| Château de Jean-d’Heurs    | ehemaliges Prämonstratenserkloster Notre-Dame, 1140 gegründet; Gebäudebestand im Kern aus dem 18. Jahrhundert, Architekt Nicolas Pierson; ab 1808 Eigentum von Charles Nicolas Oudinot und Umbau zum Schloss; einschließlich des Landschaftsparks mit Bauwerken im Empirestil | Jean-d’Heurs (Lage)                 | PA00106557    | Classé Inscrit Classé Inscrit | 1972 1989 1991 | weitere Bilder |
| Château de Ville-sur-Saulx | auch Château de Trèves; Schloss ab 1550 erbaut, Architekt Ligier Richier; englischer Garten mit Hängebrücke, Ende des 19. Jahrhunderts; siehe auch Liste der Monuments historiques in Ville-sur-Saulx                                                                         | westlich von Ville-sur-Saulx (Lage) | PA00135417    | Inscrit                       | 1995           | weitere Bilder |
| Château de Lisle           | aus dem 13. Jahrhundert; mit Ausstattung | Cour du Château (Lage)              | PA00106712    | Inscrit Classé                | 1992 1994      | weitere Bilder |

## Liste der Objekte
| Bezeichnung                     | Beschreibung                                                                                  | Standort                         | Kennzeichnung | Schutzstatus | Datum | Bild |
| ------------------------------- | --------------------------------------------------------------------------------------------- | -------------------------------- | ------------- | ------------ | ----- | ---- |
| Monstranz                       | Messing, versilbert, 18. Jahrhundert                                                          | in der Kirche St-Hilaire (Lage)  | PM55000999    | Classé       | 1993  |      |
| Patene                          | Silber, zwischen 1798 und 1809; im Centre départemental d’art sacré in Saint-Mihiel deponiert | in der Kirche St-Hilaire (Lage)  | PM55002010    | Inscrit      | 1991  |      |
| Skulptur Heiliger Christophorus | Kalkstein, 17. Jahrhundert                                                                    | vor der Kirche St-Hilaire (Lage) | PM55001250    | Classé       | 1998  |      |